# Insurrections au Nord-Est de l'Inde
 (novembre 2024).
Si vous disposez d'ouvrages ou d'articles de référence ou si vous connaissez des sites web de qualité traitant du thème abordé ici, merci de compléter l'article en donnant les références utiles à sa vérifiabilité et en les liant à la section « Notes et références ».
Terrorism in India (en)
Depuis 1954, des insurrections au Nord-Est de l'Inde impliquent de multiples groupes armés opérant dans les États du nord-est, zone reliée au reste de l'Inde par le Corridor de Siliguri, une étroite bande de terre de 23 kilomètres de large. Certaines factions sont en faveur d'un État distinct, tandis que d'autres recherchent l'autonomie régionale. Certains groupes demandent une complète indépendance.
Le nord-est de l'Inde se compose de sept États (aussi connu comme les Sept Sœurs) : Assam, Meghalaya, Tripura, l'Arunachal Pradesh, Mizoram, Manipur, et le Nagaland. Des tensions existent entre ces États et le gouvernement central, ainsi qu'au sein des États entre les populations tribales et les migrants en provenance d'autres parties de l'Inde ou du Bangladesh. Apaisées à la fin de 2013, l'Inde et les gouvernements des états faisant des efforts concertés afin d'élever le niveau de vie des populations de ces régions, les tensions sont reparties à la hausse à la suite d'une offensive lancée par le gouvernement Indien et des représailles des groupes armés, qui mènent notamment des attaques contre des civils. Depuis le 1er janvier 2015, l'essentiel de la guérilla se déroule dans Assam (en), le Manipur (en), le Nagaland (en) et le Tripura (en).
Le 4 septembre 2024, un traité de paix conclu entre le gouvernement indien, le front de libération national du Tripura (en) et le All Tripura tiger force (en) met fin à l'insurrection dans l'état du Tripura,.